# Emmanouil Roidis
Emmanouil Roidis, in greco Εμμανουήλ Ροΐδης, (Ermopoli, 18 giugno 1836 – Atene, 7 gennaio 1904) è stato uno scrittore greco.

## Biografia
Scrittore neoellenico, fu tra i protagonisti della rinascita culturale della letteratura greca nel XIX secolo. Giornalista di professione, fondò la rivista satirica Asmodeos di cui fu anche direttore. Divenne direttore della Biblioteca Nazionale di Atene, ma fu anche un acuto critico letterario, autore di racconti, raccolte nel volume Siriana Diyimata (Novelle di Siros).
Pubblicò nel 1865 la sua opera più importante, il romanzo satirico e anticlericale I Pàpissa Ioànna (La papessa Giovanna) che ottenne un successo di scandalo e irritò il clero ortodosso. Il giovanile lavoro, basato su leggende medioevali relative alla supposta Papessa Giovanna, e redatto in lingua "pura" (katharevousa), rimase, più per il titolo e per la trama boccaccesca che per l'intrinseco valore, l'opera più nota di Roidis, che invece non dispose di fantasia creatrice, ma fu piuttosto un critico penetrante, ottimo conoscitore della letteratura francese e tedesca. L'opera, pur suscitando accese polemiche, per il suo tono ironico e dissacrante, riscosse uno straordinario successo, imponendosi come caso editoriale anche al di fuori dei confini ellenici. 
Nonostante fosse un fervido sostenitore della lingua popolare "dhimotikì", scrisse principalmente utilizzando la lingua colta "katarevousa". La sensibilità di Roidis, aperta ai problemi più urgenti della giovane letteratura, se non riuscì a distoglierlo dall'uso della lingua dotta "katarevousa" che egli riteneva più idonea per una penetrazione fra gli intellettuali, (in lingua popolare (dhimotikì) scrisse soltanto la novella I Milia (Il Melo)), d'altra parte gli permise di valutare in pieno l'importanza della narrativa in lingua popolare (quale il libro To Taxidi Mou di Ioannis Psycharis, scritto nel volgare più crudo), e di assalire con veemenza, negli studi e negli articoli di Ta Idola (Gli Idoli, 1893), i rappresentanti del purismo moderno.

## Traduzioni in italiano
- Il lamento del becchino, traduzione di Mauro Giachetti, coll. Ellenismos.3, Sotto il Monte (BG), Servitium editrice, 1999 ISBN 88-8166-113-6
- La papessa Giovanna, traduzione di Filippo Maria Pontani, coll. Aristea, Milano, Crocetti, 2003, ISBN 978-8883062360
- La papessa Giovanna, a cura di Anna Zimbone, trad. di Antonio Frabarile, coll. L'Armilla, Caltanissetta, Lussografica, 2010, ISBN 978-8882434502
- Un marito di Siros. Undici storie dall'autore della "papessa Giovanna", a cura di Anna Zimbone, coll. L'Armilla, Caltanissetta, Lussografica, 2016, ISBN 978-8882433871
- Psicologia di un marito siriota, trad. di Andrea Mazza, Atene, Aiora, 2017, ISBN 978-6185048686